# Rotson Kilambe
Rotson Kilambe (ur. 6 sierpnia 1978 w Kitwe) – zambijski piłkarz grający na pozycji napastnika. Od 2007 roku gra w klubie Power Dynamos.

## Kariera klubowa
Karierę piłkarską Kilambe rozpoczął w klubie Power Dynamos z miasta Kitwe. W 1998 roku zadebiutował w jego barwach w zambijskiej Premier League. W Power Dynamos grał do końca 1999 roku. W 2000 roku grał w Chinach, w Yunnan Hongta, a w latach 2001–2003 ponownie występował w ojczyźnie - w Zanaco FC. W 2002 i 2003 roku wywalczył z Zanaco mistrzostwo Zambii. Z klubem tym zdobył też Puchar Zambii (2002) i Tarczę Dobroczynności (2003).
We wrześniu 2001 został zdyskwalifikowany za doping na sześć miesięcy po tym, jak testy antydopingowe wykazały stosowanie przez niego marihuany.
W 2003 roku Kilambe wyjechał do Republiki Południowej Afryki, a jego pierwszym klubem w tym kraju był Mamelodi Sundowns. Jego zawodnikiem był do połowy 2005 roku. W sezonie 2005/2006 Zambijczyk występował w Bloemfontein Celtic, a w sezonie 2006/2007 - w Kaizer Chiefs.
W 2007 roku Kilambe wrócił do Zambii i ponownie został graczem Power Dynamos. W 2009 roku zdobył z nim Tarczę Dobroczynności.
| Sezon   | Klub                | Kraj              | Rozgrywki      | Mecze | Bramki |
| ------- | ------------------- | ----------------- | -------------- | ----- | ------ |
| 1998    | Power Dynamos       | Zambia            | Premier League | ?     | ?      |
| 1999    | Power Dynamos       | Zambia            | Premier League | 33    | 11     |
| 2000/01 | Yunnan Hongta       | Chiny             | Super League   | 24    | 4      |
| 2001    | Zanaco FC           | Zambia            | Premier League | 21    | 6      |
| 2002    | Zanaco FC           | Zambia            | Premier League | 30    | 9      |
| 2003    | Zanaco FC           | Zambia            | Premier League | ?     | ?      |
| 2003/04 | Mamelodi Sundowns   | Południowa Afryka | Premier League | 25    | 4      |
| 2004/05 | Mamelodi Sundowns   | Południowa Afryka | Premier League | 13    | 1      |
| 2005/06 | Bloemfontein Celtic | Południowa Afryka | Premier League | 19    | 4      |
| 2006/07 | Kaizer Chiefs       | Południowa Afryka | Premier League | 9     | 0      |
| 2007    | Power Dynamos       | Zambia            | Premier League | ?     | ?      |
| 2008    | Power Dynamos       | Zambia            | Premier League | ?     | ?      |
| 2009    | Power Dynamos       | Zambia            | Premier League | ?     | ?      |
| 2010    | Power Dynamos       | Zambia            | Premier League | ?     | ?      |
| 2011    | Power Dynamos       | Zambia            | Premier League |       |        |

## Kariera reprezentacyjna
W reprezentacji Zambii Kilambe zadebiutował w 1998 roku. W tym samym roku wystąpił z Zambią w Pucharze Narodów Afryki 1998. Na tym turnieju zagrał w 3 meczach: z Marokiem (1:1), z Egiptem (0:4) i z Mozambikiem (3:1), w którym strzelił gola.
Z kolei w 2000 roku Kilambe został powołany do kadry na Puchar Narodów Afryki 2000. Wystąpił na nim jeden raz, w meczu z Senegalem (2:2).